# Schisandraceae
Schisandraceae Blume è una famiglia di angiosperme dell'ordine Austrobaileyales.

## Tassonomia
La famiglia fa parte del clade delle angiosperme basali, una delle linee evolutive più antiche delle angiosperme.
Comprende i seguenti generi:
- Illicium L.
- Kadsura Kaempf. ex Juss.
- Schisandra Michx.

## Biologia
Le Schisandracee si riproducono per impollinazione entomofila ad opera di insetti della famiglia Cecidomyiidae che depositano le loro uova nei fiori di queste piante. Le larve dei cecidomiidi si nutrono degli essudati florali senza apportare grossi danni alle piante.